# Model liniar
În statistică termenul model liniar este folosit în diferite moduri, în funcție de context. Cea mai frecventă apariție este în legătură cu modelele de regresie, iar termenul este adesea considerat sinonim cu modelul de regresie liniară. Totuși, termenul este folosit și în analiza seriilor temporale, cu un înțeles diferit. În fiecare caz, denumirea de liniară este utilizată pentru a identifica o subclasă de modele pentru care este posibilă o reducere substanțială a complexității teoriei aferente din statistică.

## Modele de regresie liniară
În cazul regresiei, modelul statistic⁠(d) este după cum urmează. Fiind dat un eșantion (aleatoriu) {\displaystyle (Y_{i},X_{i1},\ldots ,X_{ip}),\,i=1,\ldots ,n} relația dintre observațiile {\displaystyle Y_{i}} și variabilele independente⁠(d) {\displaystyle X_{ij}} este formulată astfel:
{\displaystyle Y_{i}=\beta _{0}+\beta _{1}\phi _{1}(X_{i1})+\cdots +\beta _{p}\phi _{p}(X_{ip})+\varepsilon _{i}\qquad i=1,\ldots ,n}
unde {\displaystyle \phi _{1},\ldots ,\phi _{p}} pot fi funcții neliniare⁠(d). În relația de mai sus, mărimile {\displaystyle \varepsilon _{i}} sunt variabile aleatoare reprezentând erori. Partea „liniară” a desemnării se referă la apariția în relația de mai sus a coeficienților de regresie, {\displaystyle \beta _{j}} într-un mod liniar. Alternativ, se poate spune că valorile prezise corespund modelului de mai sus, anume
{\displaystyle {\hat {Y}}_{i}=\beta _{0}+\beta _{1}\phi _{1}(X_{i1})+\cdots +\beta _{p}\phi _{p}(X_{ip})\qquad (i=1,\ldots ,n),}
sunt funcții liniare de {\displaystyle \beta _{j}}.
Având în vedere că estimarea este efectuată pe baza unei analize prin metoda celor mai mici pătrate, estimările parametrilor necunoscuți {\displaystyle \beta _{j}} sunt determinate prin reducerea la minimum a funcției sumă a pătratelor
{\displaystyle S=\sum _{i=1}^{n}\left(Y_{i}-\beta _{0}-\beta _{1}\phi _{1}(X_{i1})-\cdots -\beta _{p}\phi _{p}(X_{ip})\right)^{2}.}
Din aceasta se poate observa cu ușurință că aspectul „liniar” al modelului înseamnă următoarele:
- funcția de minimizat este o funcție algebrică de gradul al doilea de {\displaystyle \beta _{j}} pentru care minimizarea este o problemă relativ simplă;
- derivatele funcției sunt funcții liniare ale {\displaystyle \beta _{j}}, ceea ce face ușoară găsirea valorilor de minimizare;
- valorile de minimizare {\displaystyle \beta _{j}} sunt funcții liniare de mărimile observate {\displaystyle Y_{i}};
- valorile de minimizare {\displaystyle \beta _{j}} sunt funcții liniare de erorilor aleatoare {\displaystyle \varepsilon _{i}} ceea ce face relativ ușor să se determine proprietățile statistice ale valorilor estimate ale {\displaystyle \beta _{j}}.

## Modele de serii temporale
La un model de serie temporală liniară valorile {{\displaystyle X_{t}}} dintr-o serie temporală pot fi scrise sub forma
{\displaystyle X_{t}=c+\varepsilon _{t}+\sum _{i=1}^{p}\phi _{i}X_{t-i}+\sum _{i=1}^{q}\theta _{i}\varepsilon _{t-i}.}
unde din nou mărimile {\displaystyle \varepsilon _{i}} sunt variabile aleatoare noi care apar la un anumit moment de timp, dar afectează și valorile lui {\displaystyle X} în momente ulterioare. În acest caz, utilizarea termenului „model liniar” se referă la structura relației de mai sus în reprezentarea {\displaystyle X_{t}} ca o funcție liniară a valorilor trecute ale aceleiași serii de timp și a valorilor curente și trecute ale celor noi. Acest aspect particular al structurii înseamnă că este relativ simplu să se obțină relațiile pentru proprietățile de medie și covarianță ale seriei temporale. De reținut că aici partea „liniară” a termenului „model liniar” nu se referă la coeficienții {\displaystyle \phi _{i}} și {\displaystyle \theta _{i}}, așa cum ar fi în cazul unui model de regresie, care, structural, arată similar.

## Alte aspecte
Termenul de „model neliniar” este folosit de obicei în contrast cu un model structurat liniar. În caz că nu există ambiguitate, precizarea „model liniar” nu se mai face. 